# Lista de presidentes do Bangladesh
Esta é a lista de presidentes do Bangladesh desde a independência do país, em 1971. Desde 1991 o presidente é o chefe de estado do país, um cargo eminentemente cerimonial, eleito pelo parlamento. Desde 1996 o papel político do presidente tornou-se mais importante após o final de seu mandato, quando passou a ser o responsável pelo governo interino que conduz as eleições e realiza a transferência do poder. Os chefes do governo de transição não devem ser filiados a partidos políticos e têm o prazo de três meses para concluírem suas tarefas. Este arranjo de transição foi uma inovação adotada na eleição de 1991 e institucionalizada em 1996 através da 13ª Emenda à Constituição do país.
Partidos políticos
| #  | Retrato | Nome                                  | Início do governo                                      | Fim de governo          | Partido político                   | Referências   |
| -- | ------- | ------------------------------------- | ------------------------------------------------------ | ----------------------- | ---------------------------------- | ------------- |
| 1  |         | Sheikh Mujibur Rahman                 | 17 de abril de 1971                                    | 12 de janeiro de 1972   | Liga Awami                         | [ 4 ] [ 5 ]   |
| 2  |         | Abu Sayeed Chowdhury                  | 12 de janeiro de 1972                                  | 24 de dezembro de 1973  | Liga Awami                         | [ 6 ]         |
| 3  |         | Mohammad Mohammadullah                | 24 de dezembro de 1973                                 | 25 de janeiro de 1975   | Liga Awami                         | [ 7 ]         |
| 4  |         | Sheikh Mujibur Rahman                 | 25 de janeiro de 1975                                  | 15 de agosto de 1975    | BAKSAL                             | 2º mandato    |
| 5  |         | Khondaker Mostaq Ahmad                | 15 de agosto de 1975                                   | 6 de novembro de 1975   | BAKSAL                             | [ 8 ]         |
| 6  |         | Abu Sadat Mohammad Sayem              | 6 de novembro de 1975                                  | 21 de abril de 1977     | Independente                       | [ 9 ]         |
| 7  |         | Ziaur Rahman                          | 21 de abril de 1977                                    | 30 de maio de 1981      | Partido Nacionalista de Bangladesh | [ 10 ]        |
| 8  |         | Abdus Sattar                          | 30 de maio de 1981                                     | 24 de março de 1982     | Partido Nacionalista de Bangladesh | [ 11 ]        |
| 9  |         | A. F. M. Ahsanuddin Chowdhury         | 27 de março de 1982                                    | 11 de dezembro de 1983  | Independente                       | [ 12 ]        |
| 10 |         | Hussain Muhammad Ershad               | 11 de dezembro de 1983                                 | 6 de dezembro de 1990   | Partido Jatiya                     |               |
| –  |         | Shahabuddin Ahmed (interino)          | 6 de dezembro de 1990                                  | 10 de outubro de 1991   | Independente                       | [ 13 ] [ 14 ] |
| 11 |         | Abdur Rahman Biswas                   | 10 de outubro de 1991                                  | 9 de outubro de 1996    | Partido Nacionalista de Bangladesh | [ 15 ]        |
| 12 |         | Shahabuddin Ahmed                     | 9 de outubro de 1996                                   | 14 de novembro de 2001  | Independente                       |               |
| 13 |         | Badruddoza Chowdhury                  | 14 de novembro de 2001                                 | 21 de junho de 2002     | Partido Nacionalista de Bangladesh | [ 16 ] [ 17 ] |
| –  |         | Muhammad Jamiruddin Sircar (interino) | 21 de junho de 2002                                    | 6 de setembro de 2002   | Partido Nacionalista de Bangladesh | [ 18 ]        |
| 14 |         | Iajuddin Ahmed                        | 6 de setembro de 2002                                  | 12 de fevereiro de 2009 | Independente                       | [ 19 ] [ 20 ] |
| 15 |         | Zillur Rahman                         | 12 de fevereiro de 2009                                | 20 de março de 2013     | Liga Awami                         | [ 21 ]        |
| 16 |         | Abdul Hamid                           | 20 de março de 2013 (interino até 24 de abril de 2013) | 24 de abril de 2023     | Liga Awami                         | [ 21 ]        |
| 17 |         | Mohammad Shahabuddin                  | 24 de abril de 2023                                    | presente                | Liga Awami                         | [ 22 ]        |